# Demônia - Melodrama em 3 Atos
Demônia - Melodrama em 3 Atos é um curta-metragem brasileiro de 2016, escrito e dirigido por Cainan Baladez e Fernanda Chicolet. Foi filmado na Vila Ema, em São Paulo e premiado nos mais importantes festivais de cinema do Brasil.

## Seleções
O filme foi premiado e exibido em importantes festivais de cinema, como o Festival de Brasília, Festival do Rio, Festival Guarnicê de Cinema, Curta Cinema, Mostra de Cinema de Tiradentes e outros. 